# Mercedes-Benz C257
La Mercedes-Benz C257 è la terza generazione della Mercedes-Benz Classe CLS, un'autovettura di fascia alta prodotta dalla casa automobilistica tedesca Mercedes-Benz a partire dal 2018 sino all'agosto 2023.
La presentazione avvenne il 29 novembre 2017 presso LA Auto Show come auto successiva alla serie Baureihe 218. È prodotta nello stabilimento di Sindelfingen. La commercializzazione avvenne dal marzo 2018 con tre motorizzazioni.

## Progetto

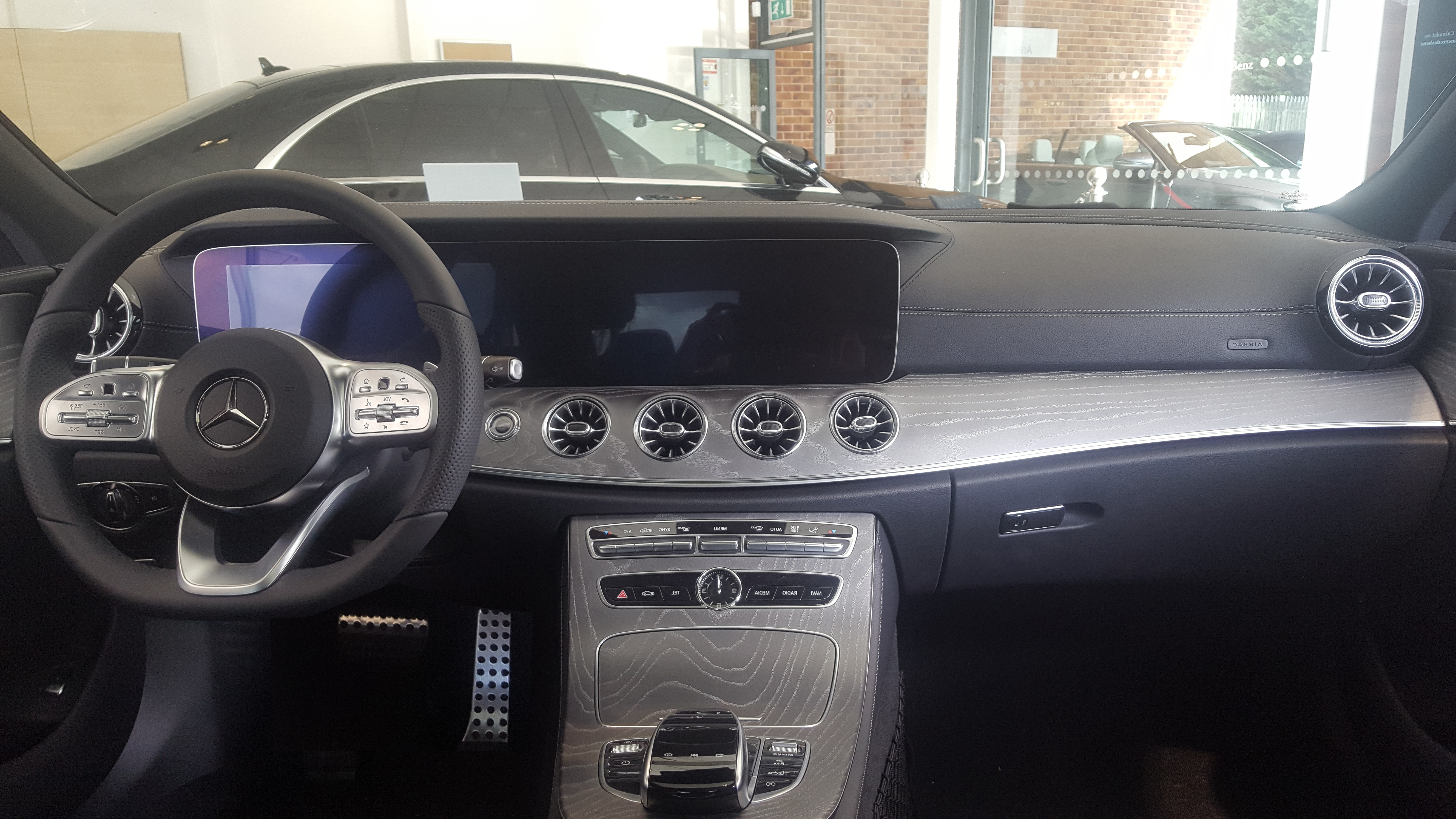
Interni della CLS

La C 257 ha l'aspetto classico delle ultime serie Coupé Mercedes-Benz. L'aerodinamica presenta un valore di Cx di 0,26. La calandra è simile a quella del Mercedes-AMG GT. I fari MULTIBEAM-LED permettono una visione a 650 m di distanza.
Gli interni della CLS sono una combinazione degli interni della Classe E e della Classe S: Sono simili alla serie Mercedes-Benz W238 (E-Klasse Coupé/Cabriolet), mentre il volante è una versione simile alla serie Mercedes-Benz W222 (S-Klasse).
Per quanto riguarda le motorizzazioni AMG, la CLS 55 viene sostituita dalla nuova CLS 53, mentre la CLS 63 viene sostituita da una vettura inedita ma nel contesto molto simile alla sua antenata, la Mercedes-AMG GT Coupé 4.

## Motorizzazioni

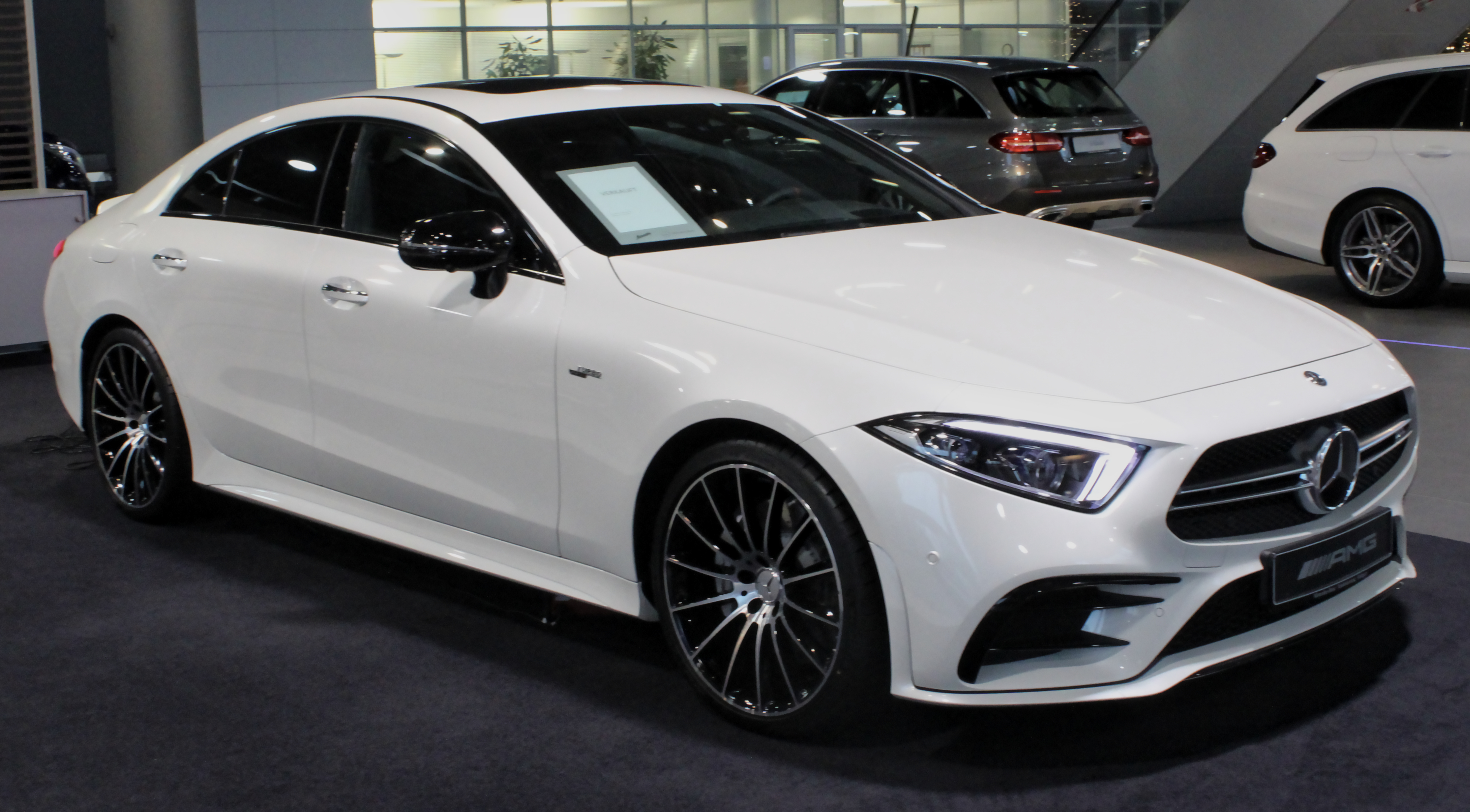
Mercedes-AMG CLS 53

La nuova CLS utilizza una sospensione anteriore a quattro bracci e una sospensione posteriore a cinque bracci ed è disponibile nelle configurazioni a trazione posteriore e a trazione integrale (4MATIC).
I modelli CLS 53 4MATIC+ utilizzano la trazione integrale variabile, consentendo la distribuzione della coppia tra l'assale anteriore e quello posteriore. Un motore elettrico viene utilizzato per aumentare la potenza di 16 kW (22 CV) e 249 N⋅m. È alimenta anche il sistema a 48 V di bordo.